# 朱志堢
宜川莊靖王朱志堢（1410年—1448年9月18日），明朝秦藩第一代宜川王，秦隱王朱尚炳之庶第四子。

## 生平
宣德二年（1427年）九月，明宣宗命刑部右侍郎吳廷用為正使，兵部郎中趙豫為副使，持節前往陝西西安府，冊封朱志堢為宜川王。歲祿二千石，米鈔中半兼支。王府為耿炳文洪武年間修建秦府時所住的行宅，位於長安縣水池坊，在咸寧縣秦府西南三里處。
朱志堢在位期間，獲賜随侍典仗一員，旗校一百十二户，養贍莊田水陸地共一百八十八顷餘（位於咸寧、長安等縣），滩田二處（位於盩厔縣）。
正統十三年八月甲戌（1448年9月18日）薨，享年二十九歲，在位二十二年，諡號莊靖，葬於咸寧縣三趙里。四年後，庶長子鎮國將軍朱公鋺襲爵。

## 家庭

### 妻妾
- 王氏，西安後衛指揮同知王輔之妹，宣德二年（1427年）九月冊為宜川王妃[1]
- 孫氏，正統十一年（1446年）二月冊為宜川王夫人[6]

### 子孫
- 庶長子：鎮國將軍→宜川榮順王朱公鋺[7]
- 子：鎮國將軍朱公鐩[8]
- 第四子：鎮國將軍朱公䤮[9]
  - 孫：輔國將軍朱誠
    - 曾孫：朱秉，夭折[10]

  - 孫：輔國將軍朱誠濫[11]
    - 曾孫：朱秉𣞐[12]

  - 孫：輔國將軍朱誠灝[13]
  - 孫：輔國將軍朱誠濾，生母潘氏，是工部尚書潘孟舉之孫潘溫的女兒，天順初年配[14]
- 第五子：鎮國將軍朱公鑺[9]
  - 孫：輔國將軍朱誠濗[11]
    - 曾孫：朱秉楒[15]

  - 孫：輔國將軍朱誠㴽[11]
    - 曾孫：奉國將軍朱秉样
    - 曾孫：奉國將軍朱秉椸[16]
    - 曾孫：朱秉柊
    - 曾孫：朱秉椐[17]
    - 曾孫：朱秉桞[12]
    - 曾孫：朱秉檗[18]
    - 曾孫：奉國將軍朱秉桔[19]，號蘭溪
      - 玄孫：鎮國中尉朱惟熍，號守道
        - 五世孫：輔國中尉朱懷埼
        - 五世孫：輔國中尉朱懷坪
          - 六世孫：奉國中尉朱敬𨥮
          - 六世孫：奉國中尉朱敬鐷
          - 六世孫：奉國中尉朱敬
          - 六世孫：奉國中尉朱敬鐁
          - 六世孫：五哥（乳名）

        - 五世孫：輔國中尉朱懷圶
        - 五世孫：輔國中尉朱懷塓
          - 六世孫：奉國中尉朱敬𨧚

        - 五世孫：輔國中尉朱懷圢
          - 六世孫：奉國中尉朱敬䤩

        - 五世孫女：宗女，宗婿楊朝臣[20]

      - 玄孫：鎮國中尉朱惟耿，號華林
        - 五世孫：輔國中尉朱懷垗，號愛田
          - 六世孫：奉國中尉朱敬

        - 五世孫女：宗女，宗婿李繼芳[21]

      - 玄孫：鎮國中尉朱惟熝
      - 玄孫：鎮國中尉朱惟焆
      - 玄孫：鎮國中尉朱惟熄
      - 玄孫：鎮國中尉朱惟燫
      - 玄孫：鎮國中尉朱惟𤎱[22]
      - 玄孫：鎮國中尉（朱惟耿－朱惟𤎱）
        - 五世孫：輔國中尉朱懷坮
        - 五世孫：輔國中尉朱懷塿
        - 五世孫：輔國中尉朱懷埪
        - 五世孫：輔國中尉朱懷垐
        - 五世孫：朱懷𡋿
        - 五世孫：朱懷𡊨
        - 五世孫：朱懷𡉒
        - 五世孫：朱懷墉
        - 五世孫：朱懷[23]
        - 五世孫：輔國中尉朱懷𡓘[20]

      - 玄孫女：多賢鄉君，儀賓吉祉
      - 玄孫女：曲陽鄉君，儀賓葛相
      - 玄孫女：郿城鄉君，儀賓邵良相
      - 玄孫女：鄩江鄉君，儀賓李尚義
      - 玄孫女：松浦鄉君，儀賓樊榮[23]

  - 孫：朱誠溒[11]
- 第六子：鎮國將軍朱公銉[9]
- 第七子：鎮國將軍朱公鉼[9]
  - 孫：輔國將軍朱誠湞[24]
    - 曾孫：朱秉機[25]
    - 曾孫：朱秉槻[26]

  - 孫：朱誠濧[13]
  - 孫：朱誠湜[26]
- 第八子：鎮國將軍朱公錔[9]
  - 孫：輔國將軍朱誠涖，號敏學齋[27]
  - 孫：朱誠洝[13]
- 第九子：鎮國將軍朱公鍭[9]
- 子：鎮國將軍某
  - 孫：輔國將軍朱誠
    - 曾孫女：果化縣君，儀賓馬廷揚[28]
- 第二女：城固縣主，儀賓郭琮[29]